# 坂井义则
坂井義則（日语：／ Yoshinori Sakai，1945年8月6日—2014年9月10日）是一位前日本國田徑運動員，前富士電視台員工。他是1964年東京奧林匹克運動會開幕式火炬傳遞的最後一位聖火傳遞者。

## 生平
坂井于美國在廣島市投下原子弹的一個半小時之後出生于現今的廣島縣三次市（當時為雙三郡三次町）。坂井自己并非原子彈爆炸幸存者，但是他在一家電力公司工作的父親卻是原子弹被爆者健康手冊的持有人。
1963年，坂井于廣島縣立三次高等學校就讀期間，贏得了第19届国民体育大会400米赛跑，以參加1964年夏季奥林匹克运动会。1964年就讀於早稻田大学，最初他的目標大學是關西學院大學，但後來他受同爲廣島縣出身的運動員小掛照二的邀請而改變目標。大学期間所屬於競走部，並接受其教練中村清的指導。
他在東京奧運會的400米和1600米接力賽跑中被提名爲加强型選手，然而卻在後來的運動員代表選拔中落敗，并因此感到失望。就在此之前，組委會決定以象徵紀念「广岛市原子弹爆炸」爲由將當日出生的坂井選爲聖火傳遞的最後一名火炬手。開幕式當天，坂井在國立霞丘陸上競技場千駄谷門前從鈴木久美江（当時為中学3年学生）手中接過聖火火炬，然後饒了一圈，途中爬樓梯至火炬台，他是第100,713個傳遞員。
1964年10月19日，美國最大的體育周刊雜志《運動畫刊》的封面采用了坂井在东京奧運會跑道上奔跑的身影。坂井也同時成爲第一個登上該雜志封面的日本人。
在此之後，坂井積極參與400米與1600米接力跑賽事。1966年，坂井于曼谷亞運會1600米接力賽中獲得金牌，于400米接力賽中獲得银牌。然而他卻從未參與過奥林匹克运动会。
1968年，坂井加入富士電視台（與播音員逸見政孝、山川建夫、松倉悦郎同期加入，尤其是逸見政孝和松倉悦郎是坂井于早稻田大學的同學），主要負責體育方面的新聞報道。他説，之所以選擇大衆傳媒作爲自己的工作，是因爲當自己被選爲東京奧運會最後一位聖火傳遞手后，得知許多媒體對他的事跡進行了報道，便認爲大衆傳媒是一個有趣的行業。
坂井後來參與了1972年夏季奥林匹克运动会和1996年夏季奥林匹克运动会的報道。在慕尼黑奧運會上，發生了巴勒斯坦恐怖分子襲擊以色列代表團事件，坂井借用了日本團的制服潛入奧運村，在現場通過電話報道了這一事件。亞特蘭大奧運會同樣也發生了炸彈恐怖襲擊事件。在後來的日子裏，坂井説他對慕尼黑慘案感到憤怒，認爲「他們怎麽愚蠢到會在這樣的地方殺害運動員」，并説現在的奧運會「像‘和平節’這種美麗的字眼應當抛棄。奧運會已不再是一個業餘愛好者節日，也不再是一個和平的節日。而是一個賺錢的節日。」
他還參與了東京國際馬拉松的籌辦工作，并負責與海外著名運動員的代理人進行談判。坂井曾將東京奧運會稱之爲“理想中的奧運會”，因爲「業餘運動依然充滿活力」，并稱負責談判馬拉松選手的參賽費與獎金「我告訴自己這是我的工作」。
2005年，坂井從富士電視臺退休。之後，他重新加入富士電視臺，負責相關節目的製作工作，并擔任執行製片人。他的兒子坂井厚弘在TBS電視台工作，擔任2007年世界田径锦标赛國際映像部門的首席负责人。
2014年9月10日上午3時1分，在他目睹東京都成爲2020年夏季奥林匹克运动会主辦城市之後，因腦内出血于東京都文京區的醫院去世，享壽69岁。

## 登場作品
- 《韋馱天～東京奧運故事～》（NHK大河劇） - 2019年12月8日至12月15日第46集（大結局）以1964年東京奧林匹克運動會聖火傳遞最後一位火炬傳遞手的身份出場。由井之脇海飾演[10]。